# Étienne Hugonet
Pour les articles homonymes, voir Hugonet.
Étienne Hugonet, né à Mâcon vers 1396 et mort en 1473, est un évêque français du XVe siècle. 

## Biographie
Étienne Hugonet étudie à l'école de Dijon, où il se lie d'amitié avec Philippe, comte de Charollais, fils du duc de Bourgogne, Jean sans Peur. Il est reçu docteur en droit canonique et civil à l'université de Paris.
Étienne Hugonet devient archidiacre de Saint-Vincent à Mâcon et figure comme conseil privé du duc de Bourgogne et du chancelier Nicolas Rolin. Vers 1447, il est nommé doyen du chapitre de Saint-Vincent. En 1449, Hugonet est élu évêque de Mâcon.
À partir de 1467, il laisse l'administration du diocèse à son neveu Philibert Hugonet.